# 1929 en droit
Cet article présente les faits marquants de l'année 1929 en droit.

## Événements
- Henri Capitant est élu membre de l'Académie des sciences morales et politiques, dans sa Section de Législation[1].

## Naissances
- 21 juillet : Philippe Ardant, professeur de droit français, spécialiste de droit constitutionnel († 6 juin 2007),
- 25 juillet : Manuel Olivencia Ruiz, juriste espagnol, mort en 2018 à 88 ans.

## Décès
- 12 mars : Maurice Hauriou, juriste français (né en 1856 à Tadiville, Charente).